# Хакенсак (Нью-Джерси)
Ха́кенсак (англ. Hackensack) — город, расположенный в округе Берген, штат Нью-Джерси, США с населением 43 010 человек по данным переписи 2010 года. Является окружным центром округа Берген.

## География
По данным Бюро переписи населения США Хакенсак имеет общую площадь в 11,256 км², из которых 10,826 км² занимает суша и 0,43 км² — вода. Площадь водных ресурсов составляет 3,8 % от всей его площади.
Город Хакенсак расположен на высоте 6 метров над уровнем моря.

## Демография
По данным переписи населения 2010 года в Хакенсак проживало 43 010 человек. Средняя плотность населения составляла около 3972,8 человек на один км².
Расовый состав города по данным переписи распределился следующим образом: 20 072 (46,7 %) — белых, 10 511 (24,4 %) — афроамериканцев, 4432 (10,3 %) — азиатов, 241 (0,6 %) — коренных американцев, 10 (0,02 %) — выходцев с тихоокеанских островов, 5844 (13,6 %) — других народностей, 1900 (4,4 %) — представителей смешанных рас. Испаноязычные или латиноамериканцы составили 35,3 % от всех жителей (15 186 человек).
Население по возрастному диапазону по данным переписи распределилось следующим образом: 8031 человек (18,7 %) — жители младше 18 лет, 3580 человек (8,3 %) — от 18 до 24 лет, 8153 человек (19 %) — от 25 до 34 лет, 9871 человек (23 %) — от 35 до 49 лет, 8057 человек (18,7 %) — от 50 до 64 лет и 5318 человек (12,4 %) — в возрасте 65 лет и старше. Средний возраст жителей составил 37,5 года. Женщины составили 50,5 % (21 721 человек) от всех жителей города, мужчины 49,5 % (21 289 человек).